# Juan Miguel Zeledón
Juan Miguel Zeledón (ur. 30 grudnia 1985 w Somoto) – nikaraguański lekkoatleta, olimpijczyk z Pekinu.
W roku 2008 był jednym z reprezentantów swojego kraju na igrzyskach w Pekinie. Startując w biegu na 200 metrów odpadł w pierwszej rundzie eliminacji z czasem 23.39.

## Rekordy życiowe
| Dystans            | Wynik | Miejsce | Data         |
| ------------------ | ----- | ------- | ------------ |
| bieg na 200 metrów | 22.95 | Cali    | 5 lipca 2008 |